# ジーニー (企業)
株式会社ジーニー（英: Geniee,Inc.）は、東京都新宿区に本社を置く日本のIT企業。シンガポール、ベトナム、インドネシア、タイにも拠点を持つ。

## 概要
リクルートのアドネットワーク事業の立ち上げメンバーが創業したIT企業である。「テクノロジーで新しい価値を創造し、クライアントの成功を共に創る」というミッションの下、企業の収益拡大・生産性向上など様々な課題解決につながるソリューションを開発・提供する。事業内容は広告プラットフォーム事業、マーケティングSaaS事業、海外事業。
2010年の創業以来、日本最大級のSSPを開発・運営し、広告プラットフォーム「GENIEE DSP」などを提供し、アドテクノロジー事業で急速に成長。近年はマーケティングソリューション事業に事業領域を拡大。SFA/CRM「ちきゅう」、チャット型Web接客プラットフォーム「Chamo（チャモ）」、マーケティングオートメーション「MAJIN」などを提供している。

## 沿革
- 2010年（平成22年）4月14日 - 東京都港区西新橋に株式会社ジーニーを設立。
- 2011年（平成23年）
  - 2月21日 - Google AdSense リセラープログラムに参加[2]。
  - 4月 - 本社を東京都港区新橋へ移転。「GenieeSSP」の提供を開始。
- 2012年（平成24年）
  - 3月 - 本社を東京都港区六本木へ移転。
  - 8月 - Geniee International Pte. Ltd.（シンガポール）を設立[3]。
- 2013年（平成25年）
  - 3月29日 - オプトを引受先とする第三者割当増資を実施[4]。
  - 9月 - Geniee Vietnam Co., Ltd.（ベトナム）を設立[5]。
- 2014年（平成26年）
  - 3月 -「GenieeDSP」の提供を開始。
  - 10月14日 - ソフトバンクモバイルと資本業務提携[6]。
  - 11月3日 - トランスコスモスとの合弁会社Simba Digital Pte. Ltd.（シンガポール）を設立[7]。
- 2015年（平成27年）
  - 1月5日 -「GenieeDMP」の提供を開始[8]。
  - 3月 - 本社を東京都新宿区西新宿へ移転。
  - 7月8日 - インドネシアのアドテク企業ADSKOMに出資[9]。
  - 9月30日 - インドネシアにGeniee Technology Indonesia（インドネシア）を設立[10]。
  - 10月 -「GenieePMP」の提供を開始。
- 2016年（平成28年）
  - 4月1日 - サイト運営者向けGoogle認定パートナーに認定[11]。
  - 7月5日 - マーケティングオートメーション「MAJIN」の提供を開始[12]。
  - 8月25日 - 中国にShanghai Geniee Co.,Ltd.（中国）を設立[13]。
  - 8月 - PT. Adstars Media Pariwaraをグループ化。
- 2017年（平成29年）
  - 8月21日 - タイにGeniee Adtechnology（Thailand）Co., Ltd.（タイ）を設立[14]。
  - 12月18日 - 東証マザーズに上場[15]。
- 2018年（平成30年）
  - 9月27日 - Geniee International Pte. Ltd.（Singapore）がAdskom India Private Limited（India）の株式を取得し、インドでの事業を開始[16]。
  - 10月22日 - テクノロジー企業成長率ランキング「日本テクノロジー Fast 50」を6年連続受賞[17]。
  - 11月14日 - Geniee International Pte. Ltd.（Singapore）がTelkom Group（Indonesia）とグローバル包括契約を締結[18]。
- 2019年（令和元年）6月25日 - ByteDanceが提供する「TikTok Audience Network」と「GenieeSSP」にて連携を開始[19]。
- 2020年（令和2年）
  - 1月10日 - 日興アイ・アール「2019年度 全上場企業ホームページ充実度ランキング」新興市場表彰にて「最優秀サイト」に選出される[19]。
  - 5月25日 - Financial Times社発表のアジア成長企業ランキング2020を受賞[20]。
  - 6月18日 - Geniee Internationalの取締役に磯部融輝が就任[21]。
- 2021年（令和3年）
  - 6月2日 - オフィスを増床[22]。
  - 8月2日 - チャットボットを開発・提供する株式会社REACTを完全子会社化[23]。

## 不適切なサイトへの広告配信
2018年（平成30年）4月17日、同社がOEM提供する配信システムより「漫画村」「Anitube」「MioMio」などの著作権侵害が疑われる海賊版サイトへの広告配信が行われていたことを認め、同日それらのサイトへの広告配信を停止したと発表した。